# Robert Detweiler
Robert „Bob“ Milan Detweiler (* 20. Juli 1930 in Centralia, Illinois; † 8. Dezember 2003 in Orem, Utah) war ein amerikanischer Ruderer.
Robert Detweiler war Kadett an der United States Naval Academy in Annapolis und Mitglied des Achters der Akademie. Dieser Achter wurde für die Olympischen Spiele 1952 nominiert. In Helsinki gelangte der US-Achter ungeschlagen ins Finale, dort siegte er mit über fünf Sekunden Vorsprung vor dem sowjetischen und dem australischen Boot. Es war seit 1920 der siebte Olympiasieg in Folge für die amerikanischen Achter.
1953 graduierte Robert Detweiler in Annapolis und wurde Offizier der United States Navy. Nach Beendigung seiner Armeezeit ging er als Wissenschaftler und Lehrer nach Utah. Der Musikliebhaber Detweiler war Vorsitzender des Utah County Arts Council, gründete das Utah Piano Quartet und trat mit der Salt Lake Opera Company auf. 